# Wyeomyia caracula
Wyeomyia caracula is een muggensoort uit de familie van de steekmuggen (Culicidae). De wetenschappelijke naam van de soort is voor het eerst geldig gepubliceerd in 1928 door Dyar & Núñez Tovar.